# Théophile Gautier

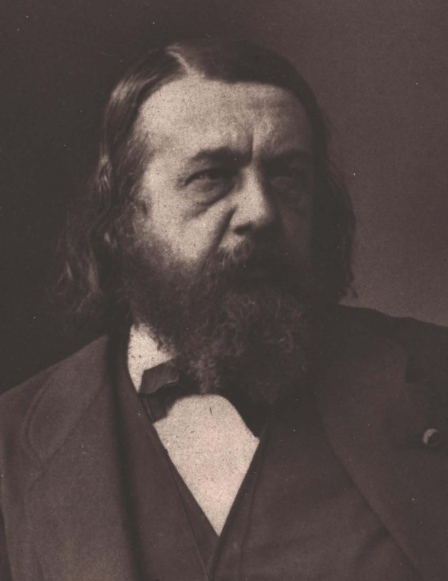
Théophile Gautier.

Pierre Jules Théophile Gautier (Tarbes, 30 de agosto de 1811-Neuilly-sur-Seine, 23 de octubre de 1872) fue un poeta, dramaturgo, novelista, periodista, crítico literario y fotógrafo francés. Además de su presencia en el romanticismo francés y su proyección en el costumbrismo, se le ha considerado por algunos como fundador del parnasianismo, y precursor del simbolismo y la literatura modernista.
Es conocido por su influencia romántica en el movimiento esteticista, movimiento que más tarde surgirá en Inglaterra defendiendo la idea del arte por el arte y la autonomía del mismo, temas ya sugeridos en el prólogo de la novela Mademoiselle de Maupin, de 1835.

## Biografía
Nació en la población de Tarbes, situada en el departamento francés de Altos Pirineos (Hautes-Pyrénées), en el suroeste de Francia y se mudó a París en su infancia. Al principio quiso ser pintor, pero sus inclinaciones literarias lo llevaron a la poesía. Posteriormente entabló amistad con Honore de Balzac y Victor Hugo. En el colegio conoció a Gérard de Nerval. Su poesía empezó a desarrollarse a partir de 1826 y comenzó a publicarla en periódicos como La Presse, entre otros. Alrededor de 1830 adoptó las ideas revolucionarias vigentes y vivió de forma bohemia. Llegó a pertenecer al grupo extravagante y excéntrico de artistas de Le Petit Cénacle, al final del periodo, junto con Gérard de Nerval, Alejandro Dumas, Petrus Borel, Alphonse Brot, Joseph Bouchardy y Philothée O’Neddy. También recibió la ayuda de Honoré de Balzac, quien le dio trabajo en la Chronique de Paris. 

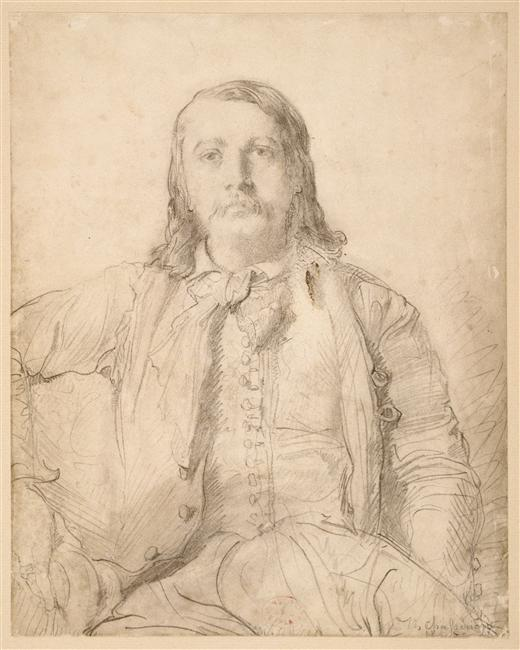
Retrato de Théophile Gautier por Théodore Chassériau (musée du Louvre).

A lo largo de su vida Gautier hizo viajes por España, Italia, Turquía, Egipto y Argelia, que luego reflejó en libros como Constantinopla, Viaje a España, Tesoros del Arte de Rusia o Viaje a Rusia. Su estancia en España, en 1840, al final de la Primera Guerra Carlista, tuvo como objetivo cubrir la contienda como periodista, trabajo que consideró humillante. En su equipaje portaba un aparato fotográfico (daguerrotipo) con el que pretendía captar imágenes de su viaje; nada se sabe de los resultados obtenidos, pues al parecer sus intentos fueron infructuosos. La ciudad que más le gustó fue Granada, aunque dedicó amplios pasajes a su viaje desde el norte al sur pasando por Irún, Burgos, Madrid o Sevilla. Entre otras cosas, describió que «los cafés de Madrid nos parecen verdaderas tabernas», o que la catedral de Burgos «es una de las más bellas del mundo. Lo malo es que se halla empotrada entre un conjunto de construcciones vulgares».
Absorto en su trabajo tras la Revolución de 1848, escribió más de cien artículos en nueve meses. Su prestigio fue confirmado al ser nombrado director de la Revue de Paris entre 1851 y 1856. Durante este tiempo llegó  ser periodista de Le Moniteur universel y tuvo gran influencia en la revista L’Artiste. En 1865 fue admitido en el prestigioso salón de la princesa Matilde Bonaparte, hija de Jerónimo Bonaparte y sobrina de Napoleón.
Pese a que fue rechazado tres veces por la Academia Francesa, en 1867, 1868 y 1869, fue apoyado por el crítico literario más influyente de la época, Charles-Augustin Sainte-Beuve, quien lo consideró el mejor columnista de prensa del momento.
Gautier perteneció, junto con el poeta Charles Baudelaire y el Dr. Jacques Joseph Moreau, así como muchos otros literatos e intelectuales de su época, al club dedicado a la experimentación con drogas, principalmente hachís, llamado el Club des Hashischins. En un artículo publicado en Revue des Deux Mondes en 1846 Gautier detalló sus experiencias.
Theophile Gautier murió el 23 de octubre de 1872 y fue enterrado en el cementerio de Montmartre, París.

## Obras

### Novelas
- Mademoiselle de Maupin, 1835 a 1836
- Fortunio o L'Eldorado, 1837-38
- Militona, 1847
- Les Roués innocents, 1847
- La belle Jenny o Les deux étoiles, 1848
- Jean et Jeannette, 1850
- Le Roman de la momie, 1858
- Le Capitaine Fracasse, 1863

### Cuentos y relatos
Publicados en Les Jeunes-France en 1833:
- Sous la table
- Onuphrius ou les Vexations fantastiques d'un admirateur d'Hoffmann
- Daniel Jovard
- Celle-ci et celle-là
- Élias Wildmanstadius
- Le Bol de punch

Publicados en Une Larme du diable en 1839:
- La Chaîne d'or ou L'Amant partagé
- Omphale. Histoire rococo
- Le Petit Chien de la marquise
- Le Nid de rossignols
- La muerta enamorada
- Une nuit de Cléopâtre

Publicados en la colección Nouvelles en 1845:
- La Toison d'or
- Le Roi Candaule

Publicados en La Peau de tigre en 1852:
- La Mille et Deuxième Nuit
- Le Pavillon sur l'eau
- Deux acteurs pour un rôle
- L'Oreiller d'une jeune fille
- Le Berger
- Le Pied de momie
- Angela, autre titre pour La Cafetière (La cafetera)
- La Maison de mon oncle, autre titre pour L'Âme de la maison
- L'Enfant aux souliers de pain
- La Pipe d'opium
- Arria Marcella

Dos relatos aislados:
- Avatar (1857)
- Jettatura (1857)

Publicados en la colección Romans et contes de 1863:
- Le Chevalier double
- Le Club des hachichins

Publicados en una segunda edición de La Peau de tigre en 1866:
- Une visite nocturne
- La Fausse conversion
- Feuillets de l'album d'un jeune rapin

Un relato aislado:
- Spirite (1866)

Un último relato aparecido de manera póstuma en 1881:
- Mademoiselle Dafné

### Poesía
- Poésies (1830), refundido posteriormente en Albertus ou L'Ame et le péché (1833).
- La Comédie de la mort (1838).
- España, aparecido por primera vez en el recopilatorio Poésies complètes de 1845.
- Émaux et camées (1852), reeditado en 1853, 1858, 1863 y en 1872, cada vez aumentado con nuevos poemas.
- Poesii (1887), Verónica Micle publica en la primera edición de sus poemas, traducciones de Gautier.

### Teatro y ballet
- Une larme du diable (1839)
- Giselle, ou Les Wilis, ballet (1841)
- Un voyage en Espagne (1843)
- La Péri, ballet (1845)
- Le Tricorne enchanté (1845)
- La Juive de Constantine (1846)
- Regardez mais ne touchez pas (1847)
- Le Selam (1850)
- Paquerette, ballet (1851)
- Gemma, ballet (1854)
- Sacountala, ballet (1858)
- La Femme de Diomède (1860)

### Libros de viajes
- Tras los montes o Voyage en Espagne (1843).
- Zigzags (1845), aumentado con el título Caprices et zigzags (1852).
- Italia (1852), inacabado.
- Constantinople (1853).
- Quand on voyage (1865), colección de artículos.
- Impressions de Voyage en Suisse (1865).
- Voyage en Russie (1867).
- L'Orient (1877), póstumo.
- Les Vacances du lundi (1884), póstumo.

### Crítica de arte
- Les Grotesques (1843).
- Salon de 1847.
- Les Beaux-Arts en Europe (1855).
- L'Art moderne (1856).
- Histoire de l'art dramatique en France depuis vingt-cinq ans (1858).
- Honoré de Balzac (1858).
- Abécédaire du salon de 1861.
- Rapport sur le progrès des Lettres (1868).
- Histoire du Romantisme, su última y monumental obra, inacabada (1874).
- Portraits contemporains (1874), póstuma.
- Portraits et souvenirs littéraires (1875), póstuma.
- Le Musée du Louvre, París, 2011, póstuma.

### Otras obras
- De la mode, 1858
- Honoré de Balzac (biographie), 1859
- Les Vosges, 1860
- Dessins de Victor Hugo, 1863
- Ménagerie intime, 1869
- La Nature chez elle, 1870
- Tableaux de siège, 1871
- La Musique, artículos sobre audiciones de obras de Weber (1866)